# Xorides formosulus
Xorides formosulus là một loài tò vò trong họ Ichneumonidae.